# Schizocosa retrorsa
Schizocosa retrorsa là một loài nhện trong họ Lycosidae.
Loài này thuộc chi Schizocosa. Schizocosa retrorsa được Richard C. Banks miêu tả năm 1911.